# هومن أفاضلي
هومن أفاضلي (بالفارسية: هومن افاضلی)، من مواليد 3 سبتمبر 1971 في طهران، إيران، هو مدرب كرة قدم إيراني ولاعب متقاعد.

## مسيرته كلاعب
بدأ يلعب كرة القدم من سن 9 في راه آهن من طهران. ثم ذهب إلى باس طهران. بعد إصابة شديدة في ركبته اليسرى في عام 1991، اعتزل لعب كرة القدم للمحترفين.

## روابط خارجية
- هومن أفاضلي على موقع قاعدة بيانات كرة القدم.إي يو (الإنجليزية)